# Medvedgrad
Medvedgrad (ungerska: Medvevár) är en medeltida borg i Kroatien. Borgen är belägen på höjden Mali Plazur på berget Medvednicas södra sluttningar ungefär halvvägs mellan huvudstaden Zagreb och bergets högsta stopp Sljeme. Den uppfördes under 1200-talet, ligger 593 m ö.h. och erbjuder under klara dagar en panoramavy över Zagreb. Under huvudtornet finns minnesmärket Oltar domovine (Fosterlandets altare) som är tillägnat de kroatiska soldaterna som stupade i det kroatiska självständighetskriget (1991-1995).

## Historik
På inrådan av påven Innocentius IV uppfördes borgen 1249-1254 under ledning av Filip, biskopen av Zagrebs stift. Efter de tatariska räderna 1242 hade bosättningarna Gradec och Kaptol (idag Zagrebs historiska kärna) skövlats och bränts ner. Påven var i synnerhet intresserad av att försvara den obefästa kyrkliga egendomen i Kaptol från framtida attacker. Zagrebs biskop fick i uppdrag att uppföra en borg och för ändamålet valdes en plats på Medvednicas sluttningar som gav en god kontroll över området norr om borgen och över Turopolje. 
Efter uppförandet skulle borgen komma att byta ägare 107 gånger. Till de mer kända ägarna hör grevarna av Celje, Erdődy- och Zrinskiätten. Bland de personer som haft borgen i sin ägo finns flera baner. I jordbävningen 1590 skadades borgen så svårt att den var nästintill obeboelig. 1471 avled den kroatisk-ungerske biskopen och poeten Janus Pannonius i Medvedgrad. 1671, efter Zrinski-Frankopankonspirationen, kom borgen att övertas av det Kungliga handelkompaniet. I dokument från denna tid beskrivs borgen vara en ruin. Borgens sista ägare var baronerna Kulmer som hade den fram till andra världskrigets slut.

### Fotnoter
1. 1 2 3 4  Medievalwall.com - Officiell webbplats (kroatiska)
2. ↑  Zagrebs turistförening - Officiella webbplats (engelska)